# سافتور آگ
سافتور آگ (انگلیسی: Software AG) شرکت نرم‌افزار آلمانی است، که در سال ۱۹۶۹ تأسیس شد.